# ワット・プラシン
ワット・プラシン (Wat Phra Singh、ワット・プラシン＝ウォーラマハーウィハーン、Wat Phra Singh Woramahaviharn) は、タイ王国のチエンマイにある寺院である。1345年ないし1346年にラーンナー王パーユーが、父の骨を埋葬するために建立したとされ、当初はワット・リーチエンプラ (タイ語: วัดลีเชียงพระ) と呼ばれたが、後にシヒン仏（獅子仏という意味）を祭るようになり、ワット・プラシン（獅子の寺）と呼ばれるようになった。
この寺院で有名なものは、ケーオ王が建設したホートライ (Ho Trai) と呼ばれる半分がコンクリートで半分が木造の経蔵である。ただし、現存のホートライは1924年頃、時のチエンマイ王ケーオナワラットが再建させたものである。ほかに、タイ芸術家のシン・ピーラシーをして感嘆せしめた壁画がある。

## 十二支仏塔
プラタート・プラシンないしシヒン仏はプラタート・プラチャムピークートの1つであり、辰年生まれの人が巡礼に訪れるべき場所とされる。巡礼においては以下の経文を唱えることが推奨される。
タイ語: อิติปะวะระสิหิงโต อุตตะมะยะโสปิ เตโช ยัตถะ กัตถะ จิตโตโส สักกาโร อุปาโท สะกาละพุทธะ สาละธัง โชตะยันโตวะ ทีโป สุระนะเรหิ มะหิโต ธะระมาโนยะพุทโธติ นะมามิ สิหิงคะพิมพัง สุวัณณาภิรัมมัง ลังกาชาตัง โสภาภิโสภัง สะราภิกันตัง นะมามิหัง
イティパワラシヒントー・ウッタマヤソーピ・テーチョー・ヤッタ・カッタ・チットーソー・サッカロー・ウパートー・サカーラプッタ・サーラタン・チョータヤントーワ・ティーポー・スラナレーヒ・マヒトー・タラマノーヤプットーティ・ナマーミ・シヒンカピムパン・スワンナーピラムマン・ランカーチャータン・ソーパーピソーパン・サラーピカンタン・ナマーミハン